# إم بي سي إفري 1
إم بي سي إفري وان ((هانغل: MBC 에브리원, 엠비씨 에브리원)) هي شبكة تلفزيون الكابل كورية جنوبية، متخصصة في برمجة منوعات ذات علاقة بالترفيه. وهي إحدى الشبكات التابعة لإم بي سي بلاس.

## وصلات خارجية
- Official Website (كورية)